# ریمل (برند)
ریمل (انگلیسی: Rimmel) شرکت بریتانیایی لوازم آرایشی می باشد که در سال 1834 توسط یوجین ریمل در لندن انگلستان تاسیس شد. این شرکت از اولین شرکت های لوازم آرایشی ریمل می باشد که در ایران با این نام شناخته شده است.
کیت ماس، سوفی الیس-بکستور، لی‌لی کول، کوکو روچا، زویی دشانل، ریتا اورا و کارا دلوین از مدل هایی بودند که برای این برند تبلیغات را انجام دادند.
شرکت ریمل در کشور های آرژانتین, استرالیا, اتریش, بحرین, بلاروس, بلژیک, بلغارستان, کانادا, چین, کرواسی, جمهوری چک, دانمارک, استونی, فنلاند, فرانسه, آلمان, مجارستان, هند, اندونزی, جمهوری ایرلند, ایتالیا, ژاپن, لتونی, لیتوانی, مالت, مکزیک, هلند, نروژ, لهستان, پرتغال, قطر, رومانی, روسیه, عربستان سعودی, اسلواکی, آفریقای جنوبی, کره جنوبی, اسپانیا, بریتانیا, اوکراین و ایالات متحده آمریکا نماینده فعال دارد.